# 法启站
法启站，位于中华人民共和国贵州省毕节市大方县小屯乡法启村，是隆黄铁路上的火车站，建于2015年，2017年3月1日开通货运业务，保留客运业务发展空间，由成都铁路局管辖。

## 歷史
- 建于2015年。
- 2017年3月1日开通货运业务。

## 外部連結
- 中国铁路客户服务中心 （页面存档备份，存于）